# NGC 7639
NGC 7639 is een elliptisch sterrenstelsel in het sterrenbeeld Pegasus. Het hemelobject werd in 1880 ontdekt door de Britse astronoom Andrew Ainslie Common.

## Synoniemen
- IC 1485
- MCG 2-59-32
- ZWG 431.50
- NPM1G +11.0570
- PGC 71256